# 今井麻起子
今井麻起子（いまい まきこ、1970年3月31日 - ）は新潟県長岡市出身の歌手・タレントである。渡辺プロダクションに所属していた。

## 来歴・人物
歌手になるきっかけは、小学5年生頃の時に松田聖子の曲を聴いた時だったという。その小学5年当時で既に髪にパーマをかけていたという。
1982年、小学校卒業と同時に、「こっち（長岡）にいたままだったら歌手になりたいと思ってるだけで、きっと平凡な人生で終わっちゃう」という理由で上京。上京当初は一緒に来た兄と同居していた。学校に行きながらレッスンに通い、1985年に堀越高等学校入学後、1年生の時からライブハウスに出演し始め、多い時で1日4回のステージをこなした。この当時はオールディーズのナンバーを中心に歌っていた。
音楽の好みについて「ギンギンのロックは好きじゃない。ヘビメタは大嫌い」と語っていたことがある。
1988年2月26日、松任谷正隆プロデュースでCBSソニーよりシングル『恋はポーカーフェイス』、アルバム『CIAO!』を同時リリースしデビュー。セカンドアルバム『CANDY A GO GO!!』は1960年代のモータウンサウンドを意識した作りになっているのが特徴であった。現在は活動していない。
2024年になって、堀越高校の同級生だった山瀬まみ、森高千里、藍田美豊（元少女隊）、亜希と再会した近影が亜希のSNSにて公開されている。

## ディスコグラフィー
- 恋はポーカーフェイス（1988年2月26日）
  - B面（C/W）：「バスルームで泣いてたの」

### アルバム
- CIAO!（1988年2月26日）

1. 恋はポーカーフェイス
2. ベリー・ロール -風の助走路-
3. Stormy Night
4. Walkin' In The Rain
5. 恋のハーモニー
6. 夏の成層圏
7. バスルームで泣いてたの
8. The End
9. Julian
10. So Long -2人乗りの夏-

- CANDY A GO GO!!（1989年3月1日）

1. 夢みたい
2. 10年後
3. 危険なテンプテーション
4. 白い夏のエチュード
5. ラリー Hurry Up
6. ムーンライト・ラブ・コール
7. 笑って手を振って
8. スクランブル!
9. ハートブレイクダンス
10. プリズムのオーロラ

## 出演

### ラジオ
- Teens'ブリブリCLUB（文化放送、1989年4月3日 - 1989年10月6日レギュラー出演。渡辺満里奈と共演。夜ワイド番組『お遊びジョーズ』内のフロート番組）